# Mongolia
Pour l’article homonyme, voir Mongolie pour le pays.
Mongolia (ou Revista Mongolia) est une revue mensuelle satirique publiée en Espagne et lancée le 23 mars 2012.
La revue revendique être une « revue satirique sans aucun message » (« revista satírica sin mensaje alguno »). La rédaction se dit influencée par les anciens magazines satiriques espagnols La Codorniz, Hermano Lobo, El Papus et Barcelona, par le magazine satirique chilien The Clinic ainsi que par l'humour des Monty Python. Deux de ses modèles sont est aussi Le Canard enchaîné, en France et Private Eye au Royaume-Uni. Le journal comprend une quarantaine de pages, dont une trentaine d'humour et une dizaine d'enquête. Les principales cibles sont les politiques, la famille royale espagnole, la presse, que Mongolia juge trop inféodés aux pouvoirs économiques et la religion, Mongolia se reclamant antithéiste.
Certaines de ses unes sont des parodies des unes des principaux journaux ou magazines espagnols tels que ¡Hola! en prenant le nom "MongHola!" pour le numéro 19 ou encore El País en prenant le nom "El Mongolia".
Éditée par les éditions Mong et dirigée par Dario Adanti, Edu Galán, Pere Rusiñol et Fernando Rapa, la revue fut tirée à 25 000 exemplaires pour le premier numéro et 40 000 pour le troisième. À mi-2017, la revue tire entre 8000 et 18 000 exemplaires, a un chiffre d'affaires de 300 000 € et compte 4 salariés permanents. Les ventes — le journal est vendu 3 € — et les abonnements représentent 60% des revenus, les 40% restants provenant de spectacles donnés dans des théâtres, d'édition de livres soutenue par du financement participatif, quelques encarts publicitaires et la vente d'objets dérivés.